# Bruno Adler
Bruno Peter Adler, född 14 maj 1926 i Wien i Österrike, är en österrikisk-svensk arkitekt, bagarmästare och psykoterapeut.
Bruno Adler växte upp i Österrike, med judisk släkt på farssidan och katolsk släkt på morssidan. Under andra världskriget var en av hans morbröder SS-soldat och två kusiner flygare i Luftwaffe, medan stora delar av hans fars sida mördades.
Före Anschluss flyttade hans far med familj till Beirut i Libanon för att undgå förföljelserna av judar i Österrike.
Han studerade till arkitekt 1945–1950 och åkte 1947 till det dåvarande brittiska mandatområdet Palestina för att praktisera under ett år. Han flyttade 1953 till Sverige, där han först arbetade på Lantbruksstyrelsens byggnadsavdelning i Stockholm och senare på en arkitektbyrå i Göteborg.
Familjen flyttade senare till Spanien. När arkitektfirman, där han var anställd, gick i konkurs, öppnade han bagerirörelse tillsammans med en amerikansk kompanjon. Han sålde rörelsen i Spanien och flyttade med familjen 1971 till Philadelphia i USA för att studera psykologi. Efter fem år i USA återvände familjen till Sverige, där Bruno Adler utbildade sig till psykolog och psykoterapeut på 1977–1982 på Göteborgs universitet.
Bruno Adler var grundare 1956 av den första svenska judoklubben, Hie Gou.

## Familj
Bruno Adler var gift med Birgitta Adler i första äktenskapet och med Fia Adler Sandblad i det andra äktenskapet. Han har fyra barn i det första och ett barn i det andra äktenskapet.